# 私がオバさんになっても
「私がオバさんになっても」（わたしがオバさんになっても）は、1992年6月25日に森高千里が発表した16枚目のシングル。CDコードはWPDL-4301。

## 概要
- シングルにはアルバム『ROCK ALIVE』からカットされたシングル・ヴァージョンが収録されている。アルバムの音源はフェードアウトで終わるが、シングルの音源はフェードアウトせずに終わる。1995年にリリースされたベストアルバム『DO THE BEST』には『ROCK ALIVE』盤の音源が収録されたため、シングル盤の音源は本作と、1999年にリリースされた『The Best Selection of First Moritaka 1987-1993』でしか聴くことが出来ない。またライブでは、「女ざかりは19」という部分を「女ざかりは29」に替えて歌われることもある。
- 「私がオバさんになっても」の歌詞は、元々アルバム『古今東西』のレコーディング時に書かれ没案になったものを流用している（曲は新たに作曲されたもので、『古今東西』のレコーディング時に書かれたものとは異なる）[1]また同アルバムの『あるOLの青春 〜A子の場合〜』がその曲で歌詞からもわかる。
- カップリングの「自転車通学」は、アルバム未収録楽曲。森高自身が自転車通学をしていた頃のエピソードが元になっている。

## 収録曲
1. 私がオバさんになっても（シングル・ヴァージョン）
  - 作詞：森高千里、作曲・編曲：斉藤英夫
  - 日本テレビ系ドラマ『まったナシ!』主題歌
2. 自転車通学
作詞：森高千里、作曲・編曲：高橋諭一

## カバー
私がオバさんになっても
- 美吉田月（2008年） - アルバム『Ska Flavor ＃1』に収録
- navy&ivory（2009年） -  アルバム『泣けるほど好きな人』に収録
- misono（2010年） - カバーアルバム『misonoカバALBUM 2』に収録
- 辻希美（2010年） - カバーアルバム『みんなハッピー！ママのうた』に収録
- 皆口裕子 (姉ヶ崎寧々)（2011年） - カバーアルバム『歌う♪ラブプラス』に収録
- 蜜（2012年） - メジャーデビューシングル『初恋かぷせる』、カヴァーアルバム『蜜狩り』に収録
- 吉川友（2012年） - シングル『ダーリンとマドンナ』の初回限定盤A・通常盤に収録
- MEG（2012年）シングル『TRAP』の初回限定盤C・通常盤に収録
- 鈴木このみ（2015年） - アルバム『18 -Colorful Gift-』に収録
- 星野みちる（2016年） - カバーアルバム『マイ・フェイバリット・ソングス』に収録[2]
- つばきファクトリー（2016年） - シングル『独り占め/私がオバさんになっても』に収録
- Rino Watanabe（2018年）-アルバム『J-POP カバー伝説 -復刻ベスト 2-』に収録